# Margaret Rolle
Margaret Rolle, XV baronessa Clinton (17 gennaio 1709 – Pisa, 13 gennaio 1781), è stata una nobildonna inglese.

## Biografia
Era l'unica figlia sopravvissuta e unica erede di Samuel Rolle, deputato di Heanton Satchville, Petrockstowe, e della sua seconda moglie, Margaret Tuckfield , figlia di Roger Tuckfield di Raddon Court, un ramo minore della famiglia Tuckfield di Little Fulford, vicino a Crediton, nel Devon. Margaret era l'ereditiera di suo fratello Roger Tuckfield, deputato del distretto della famiglia di Ashburton, in seguito all'acquisto del maniero di Ashburton nel 1702. La famiglia Rolle di Heanton Satchville era un ramo della famiglia Rolle di Stevenstone, uno dei più grandi proprietari terrieri del Devon, discese da George Rolle, deputato, che acquistò terre in seguito alla dissoluzione dei monasteri. Era anche erede di sua nonna paterna, Lady Arabella Rolle, nata Lady Arabella Clinton, figlia e co-erede di suo fratello Edward Clinton, V conte di Lincoln e XIII barone Clinton, che era stata la moglie di Robert Rolle, deputato, di Heanton Satchville.

## Matrimoni

### Primo matrimonio
Sposò, il 26 marzo 1724, Robert Walpole, I barone Walpole (1701-1751), poi conte di Orford, il figlio maggiore del primo ministro Sir Robert Walpole. Il matrimonio non fu un successo e Lady Walpole litigò violentemente con tutta la sua famiglia. Ebbero un figlio:
- George Walpole, III conte di Orford, XVI barone Clinton (2 aprile 1730-5 dicembre 1791)

Dopo la nascita di un figlio ottenne una separazione legale.
Nel 1751 divenne una dei coeredi dell'antica baronia di Clinton. Nel 1760 entrò in pieno possesso del titolo. A parte i numerosi manieri ereditati dal padre ha ereditato anche il patrocinio del Rolle tasca borgo di Callington, in Cornovaglia, e nominato nel 1761 come suo rappresentante Richard Stevens, nella parrocchia di Peters Marland, adiacente a Petrockstowe, che era il cognato del lontano cugino Henry Rolle, I barone Rolle di Stevenstone.

### Secondo matrimonio
Sposò, il 25 maggio 1751, Sewallis Shirley (19 ottobre 1709-25 ottobre 1765), un figlio di Robert Shirley, I conte Ferrers. Visse con lui in Inghilterra per un po', ma il matrimonio finì anch'esso con una separazione e tornò da sola a Firenze nel 1755.

### Amanti
Mentre era sposata con il suo primo marito, è fuggita a Firenze con il suo amante, il reverendo Samuel Sturgis, membro del King's College di Cambridge.
Un altro dei suoi amanti a Firenze fu Emmanuel de Nay, conte di Richecourt (1697-1768), reggente del Granducato di Toscana (1749-1757). Veniva dalla Lorena ed era un ministro prediletto del Granduca di Lorena.

## Morte
Morì il 13 gennaio 1781 a Pisa e fu sepolta a Livorno. Secondo una biografa della sua amica, Selina Hastings, contessa di Huntingdon, Margaret era "una donna dal carattere molto singolare e considerata mezzo matta".
Suo erede era suo figlio George, morto senza eredi. Il titolo di Barone Clinton fu reclamato con successo nel 1794 dal cugino di Margaret, Robert Trefusis, XVII barone Clinton, discendente dalla zia di Margaret, Bridget Rolle. L'eredi maschi del conte di Orford hanno cercato di rivendicare i beni di Heanton Satchville, ma dopo un caso lungo e complesso, le terre sono state date alla famiglia Trefusis.